# Изгнание евреев и мусульман из Португалии

Epistola de victoria contra infideles habita, 1507 год

Изгнание евреев и мусульман из Португалии (преследование — порт. Perseguição de Judeus e Muçulmanos) — изгнание евреев и мусульман, начавшееся 5 декабря 1496 года, когда король Португалии Мануэл I подписал указ об изгнании евреев и мусульман, вступавший в силу к концу октября следующего 1497 года.

## Предыстория
До XV века некоторые евреи занимали видное место в политической и экономической жизни Португалии. Например, Ицхак Абрабанель был казначеем короля Португалии Афонсу V. Многие из них также играли активную роль в португальской культуре, и традиционно имели репутацию опытных дипломатов и торговцев. К этому времени в Лиссабоне и Эворе сформировались большие еврейские общины.

## Изгнание евреев

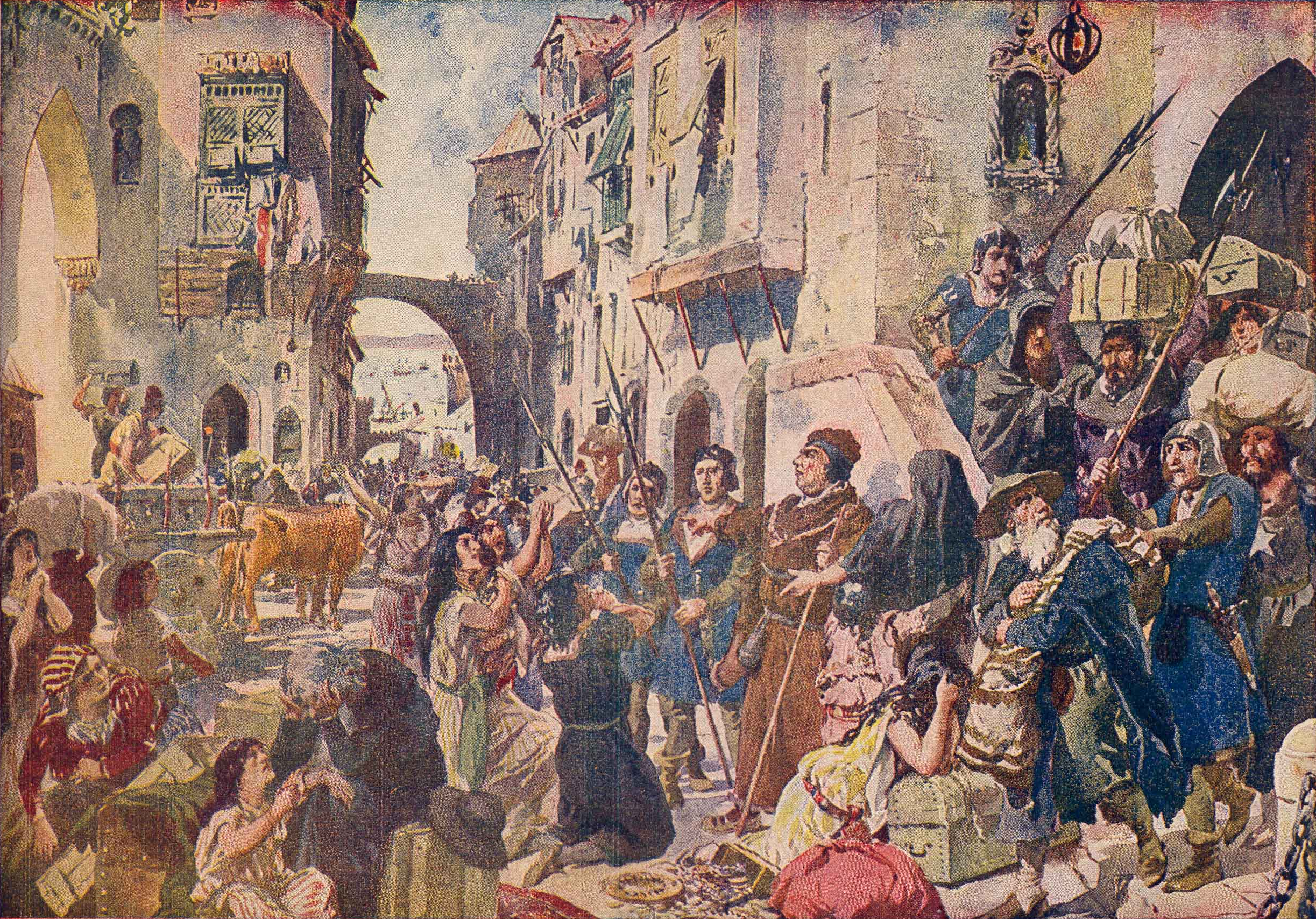
Изгнание евреев в 1497 году, акварель 1917 года Альфредо Роке Гамейро

5 декабря 1496 года король Португалии Мануэл I издал декрет, согласно которому все евреи должны были либо принять католицизм, либо покинуть страну, чтобы удовлетворить просьбу католических королей Испании во время переговоров о брачном контракте между ним и их старшей дочерью Изабеллой; изгнание евреев было негласным условием для заключения этого брака. Король продемонстрировал своё желание полностью и навсегда искоренить иудаизм в Португалии, издав два указа. За первым указом об изгнании 1496 года последовал эдикт о принудительном обращении от 1497 года, согласно которому португальским евреям было запрещено покидать страну, и они были насильно крещены и обращены в христианство. Те евреи, которые отказались платить налоги в знак протеста, были депортированы из Португалии и брошены на произвол судьбы на островах Сан-Томе и Принсипи у западного побережья Африки. Для португальских конверсо наступили тяжелые времена: в Лиссабоне в 1506 году были убиты 2000 человек, а в 1536 году была создана португальская инквизиция.
Когда король разрешил конверсо покинуть страну после резни в Лиссабоне в 1506 году, многие отправились в Османскую империю, особенно в Салоники и Константинополь, а также в султанат Ваттасидов в Марокко. Меньшая часть отправилась в Амстердам, Францию, Бразилию, Кюрасао и на Антильские острова, в Суринам и Новый Амстердам. Об этих событиях до сих пор напоминает использование языка ладино некоторыми еврейскими общинами в Греции и Турции, португальские диалекты Антильских островов и многочисленные синагоги, построенные испанскими и португальскими евреями. Среди самых известных потомков португальских евреев, которые жили за пределами Португалии, — философ Барух Спиноза и экономист Давид Рикардо.

### Криптоиудеи

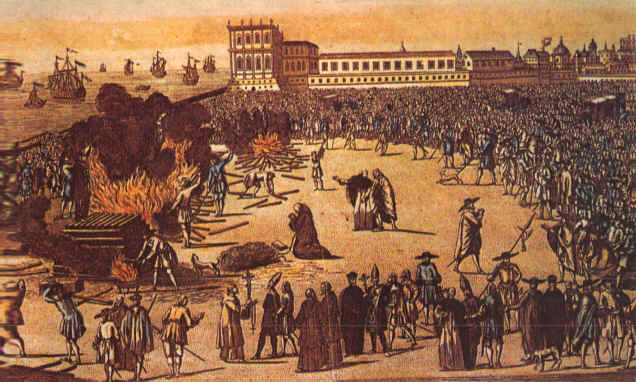
Сожжение криптоиудеев в Лиссабоне, Португалия

Евреи, принявшие христианство, были известны как новые христиане и всегда находились под постоянным наблюдением инквизиции. Гнетущее присутствие Святой Канцелярии в Португалии длилось почти триста лет, пока португальская инквизиция не была отменена в 1821 году «Общими чрезвычайными и учредительными Кортесами португальского народа». Многие из этих новых христиан были криптоиудеями, которые продолжали тайно исповедовать свою религию; в конце концов в следующие века они покинули Португалию и снова открыто приняли свою еврейскую веру в других странах. Так было, например, с предками Баруха Спинозы в Нидерландах. Некоторые другие немногочисленные группы португальских евреев, такие, как евреи Белмонти, выбрали иное и радикальное решение, исповедуя свою веру строго секретным образом в сельской и изолированной общине. Известные как «Последние из марранов», некоторые из них сохранились до сегодняшнего дня (в частности, еврейская община из Белмонти в Каштелу-Бранко, а также несколько разрозненных семей) благодаря практике родственных браков и очень ограниченному культурному контакту с внешним миром. Только недавно, в конце XX века, они восстановили связь с международной еврейской общиной и открыто исповедуют свою религию в общественной синагоге с формальным раввином.

## Изгнание мусульман
По словам современного историка Франсуа Сойера, насильственное обращение евреев в христианство затмило происходившее в то же время изгнание мусульман. Хотя терпимость к мусульманским меньшинствам в Португалии была выше, чем в любой другой части Европы, мусульмане по-прежнему воспринимались как «чужаки». В соседней Валенсии в 1460-х годах регулярно происходили антимусульманские беспорядки; однако в Португалии подобных актов насилия не было.
В декабре 1496 года без каких-либо явных причин Мануэл I приказал всем подданным-мусульманам покинуть Португалию. По словам португальских историков XV века Дамиана де Гойша и Херонимо Осорио, изначально португальское правительство планировало насильственно обращать или казнить мусульман, как они это делали с евреями, но страх возмездия со стороны мусульманских королевств в Северной Африке заставил короля вместо этого объявить о депортации. Мотивация Мануэла I, стоящая за этим указом, неясна, но некоторые современные историки считают, что это было частью более великой цели королевы Изабеллы и короля Фердинанда (известных как «католические короли») — избавить полуостров от мусульман и создать «религиозное единообразие» и «монолитное католическое христианское единство». Другие историки считают, что на это повлияли честолюбивые замыслы завоевания Марокко или предложение доминиканского духовника короля, монаха Хорхе Вогадо. Некоторые мусульмане нашли убежище в Кастилии, но большинство бежало в Северную Африку.

## Возвращение некоторых евреев в Португалию
В XIX веке некоторые состоятельные семьи сефардов еврейского португальского происхождения, такие как Руах и Бенсауде, переселились в Португалию из Марокко. Первой синагогой, построенной в Португалии с XV века, была Лиссабонская синагога, открытая в 1904 году.
В 2014 году португальский парламент изменил закон о португальском гражданстве, чтобы предоставить португальское гражданство потомкам сефардских евреев, изгнанных из Португалии. Этот закон является реакцией на исторические события, которые привели к их изгнанию из Португалии, а также на растущую обеспокоенность еврейских общин по всей Европе. Чтобы получить португальское гражданство, человек должен иметь фамилию, подтверждающую, что он является прямым потомком сефардов португальского происхождения или имеет семейные связи с бывшей португальской общиной сефардов. Использование во время еврейских обрядов выражений на португальском языке, еврейско-португальском или ладино также может считаться доказательством.
С 2015 года несколько сотен турецких евреев, которые смогли доказать свое происхождение от португальских евреев, изгнанных в 1497 году, эмигрировали в Португалию и получили португальское гражданство.